# 中国现代建筑
中国现代建筑，指与中国传统建筑相对，近现代以来中国受到西方建筑与思潮影响，在建筑上有别于中国传统建筑的空间、语汇、材料、艺术、营造方式的建筑形式。从时间轨迹上看，中国现代建筑历史一般指1949年以后至今，而实际上现代建筑的历史自1920年已经开始发端，与中国近代建筑历史的时间有一定重叠。

## 概念与原则

### 概念
中国现代建筑是指建筑在随着中国现代化的推进所表现出的建筑活动。从时间上划分，中国现代建筑一般是指中国大陆地区在中华人民共和国成立以后的建筑作品或建筑活动，一般来说近代建筑由于与现代建筑的分界模糊，也可纳入现代建筑的行列。从与中国古代建筑对比的角度，区别于传统中国建筑的建筑作品或活动即为中国现代建筑。

### 设计指导方针
中华人民共和成立后，于1950年代确定了“实用、经济、可能条件下注意美观”建筑设计基本方针。2016年2月，《中共中央国务院关于进一步加强城市规划建设管理工作的若干意见》颁布，确立了“适用、经济、绿色、美观”新的建筑设计基本方针。

## 现代建筑弱势起步时期

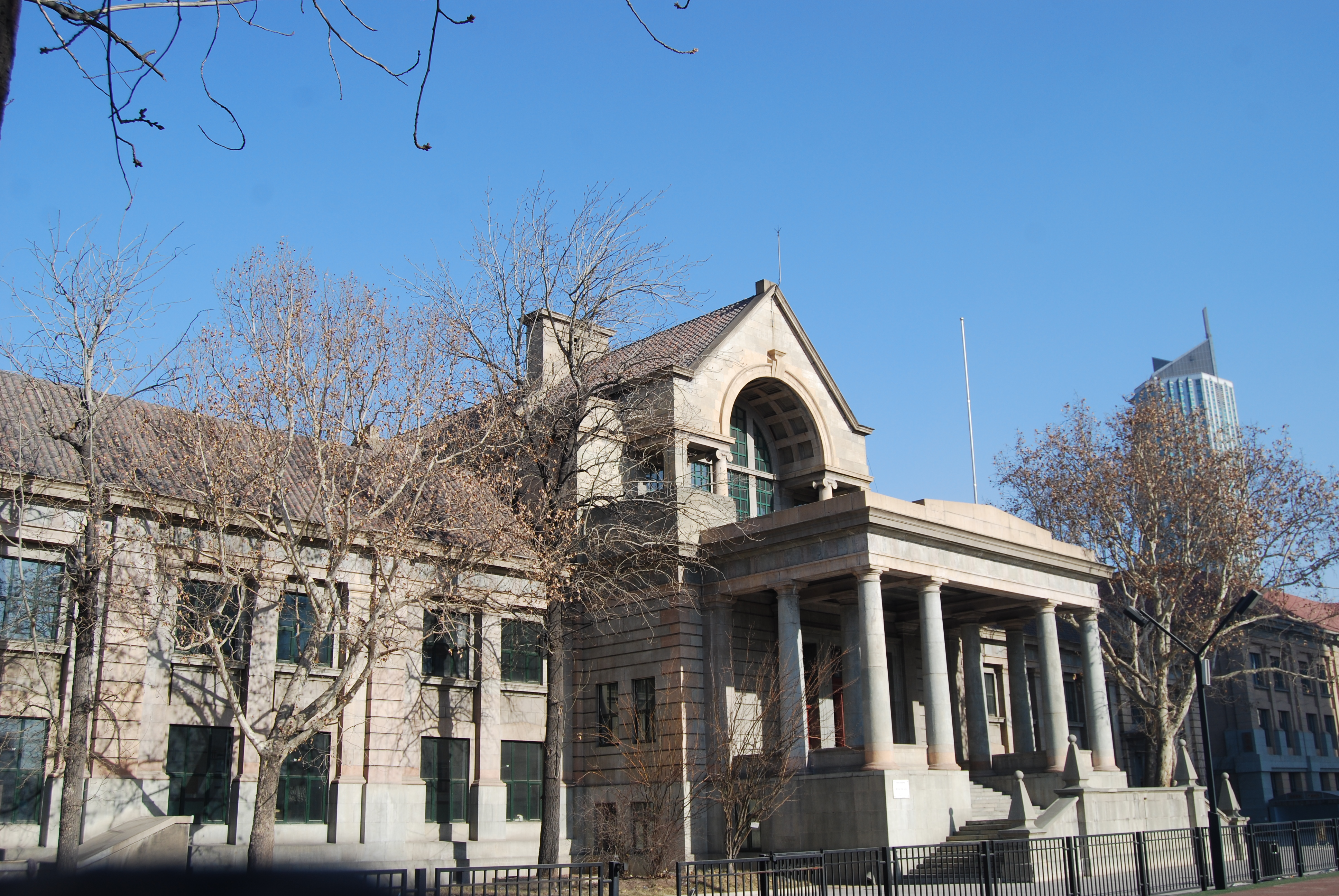
永固工程司设计的天津英国文法学校主楼

进入20世纪，西方专业建筑师事务所大量来华开业，多聚集于天津和上海，在天津的多称“工程司”，在上海的多称“洋行”，著名的有永固工程司和公和洋行等。最早的中国建筑师事务所大约出现于1910年代。1920年代，陆续有归国留学生开始创办建筑师事务所。1921年上海东南建筑公司成立，其后于此任职的吕彦直离开并创办彦记建筑事务所。随后华海公司建筑部、华东同济工程事务所、庄俊建筑师事务所、基泰工程司、华盖建筑事务所、董大酉建筑师事务所、范文照建筑师事务所等纷纷创立，中国现代建筑职业体系初具轮廓。

## 国民经济的恢复时期

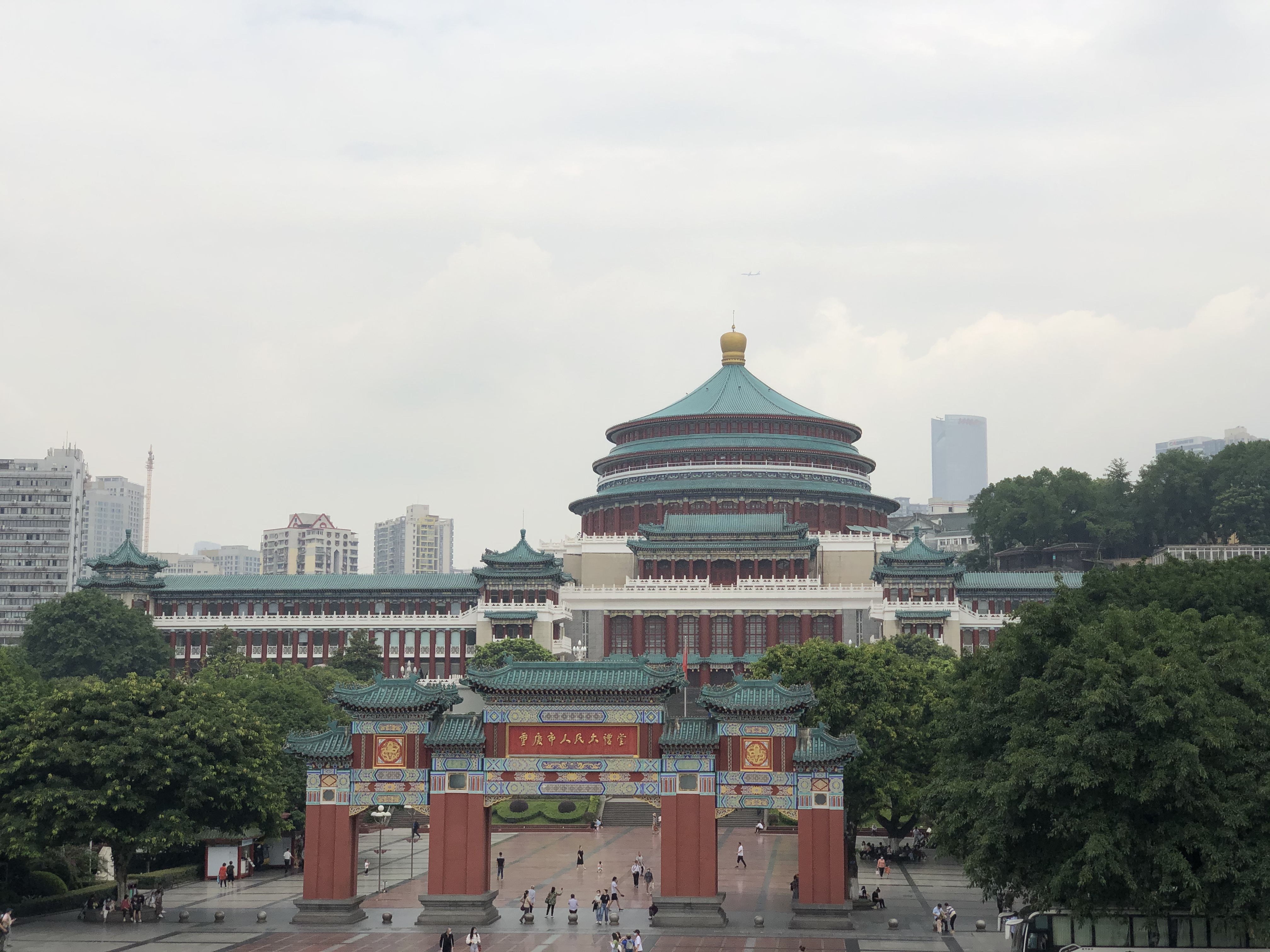
1951年动工修建的重庆人民大礼堂

1949年中共建政，中国大陆的建筑发展开始在清理战争废墟的同时展开了规模不大但充满生机的建设活动。由于建筑任务紧急且经济力量薄弱，加之中共的领导干部长期在农村进行革命活动，多数进城干部对于建设活动感到陌生，因而这一时期政治人物对建筑设计的干预较少。这一时期建筑师自发的采取了各自熟悉、最能适应当时形势的现代建筑原则，即重视基本功能、追求经济效果和创造简约的现代形式，也为这一时期留下了一些优秀的经典作品，如北京百万庄居住区、天津中山门工人新村、同济大学的文远楼等。

## 第一个五年计划时期

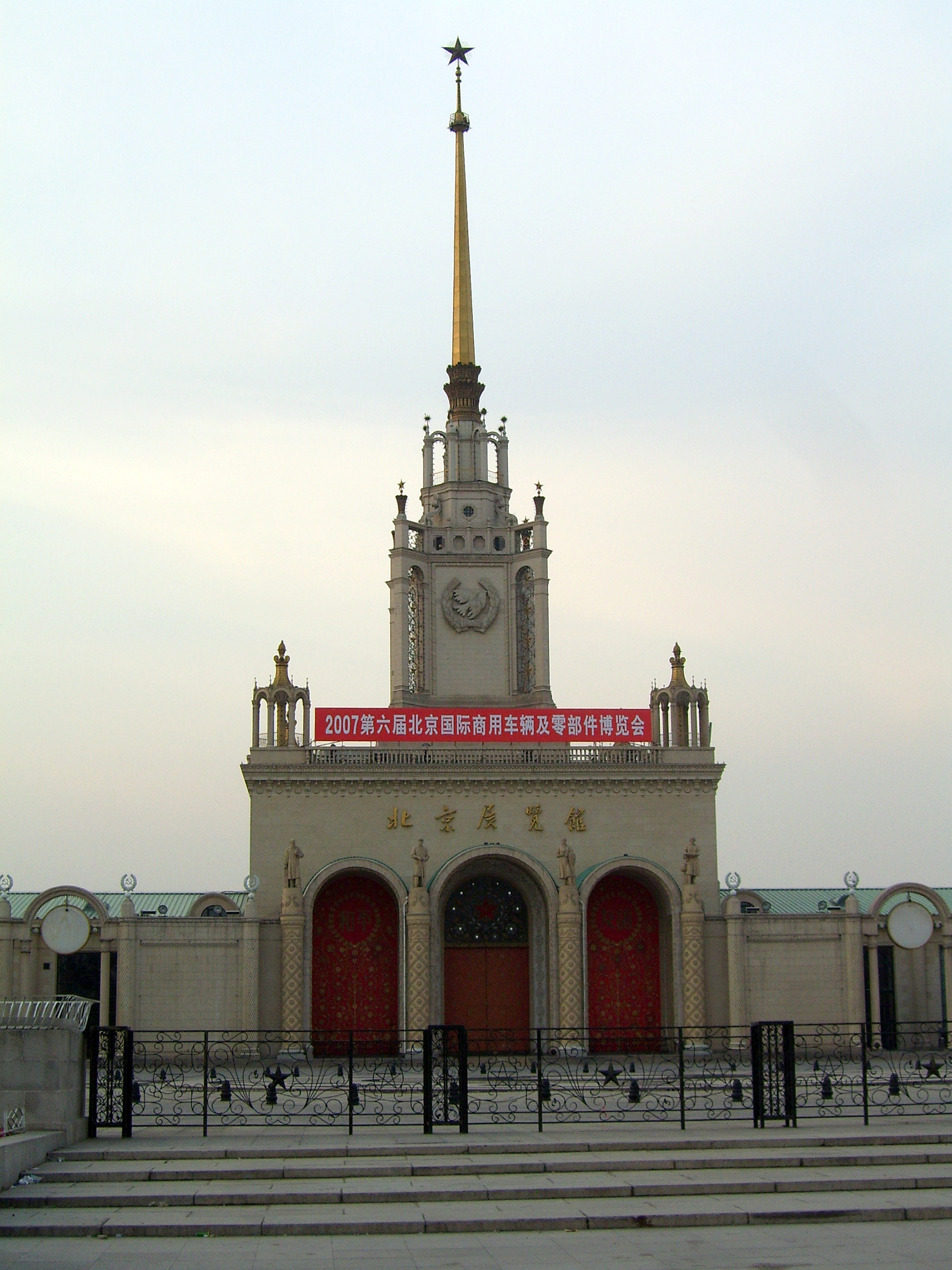
苏联援建的北京展览馆

第一个五年计划的时候，苏联带着项目、资金和图纸来华实行援助，在意识形态和文化层面也带来了斯大林提倡阶级斗争的所谓社会主义建筑思想和理论。中国自发延续的现代建筑，被当做苏联本土“结构主义”“形式主义”“世界主义”的中国版本而受到严厉批判，“社会主义现实主义的创作方法”，“社会主义内容、民族形式”的原则，提供搞到阶级斗争的高度在中国加以发扬。这些苏联理论，经历了中国化的过程之后，在全国掀起了探索“民族形式”建筑的热潮。但是鉴于浪费现象严重，建设自己难以为继，这一热潮被斥为“复古主义”。中国共产党机关报《人民日报》曾批评，建造者们正在拿封建时代的“宫殿”“庙宇”“牌坊”“佛塔”当蓝本，制作各种虚夸的装饰。此后，官方将其定义为：“资产阶级形式主义和复古主义倾向”。在苏联掀起对本土“复古主义”的清算之后，中国也掀起了以反对“复古主义”为中心的第一次反浪费运动。在这期间，指导中国现代建筑创作30-40年之久的“适用、经济，在可能条件下注意美观”的建筑方针正式确立。

## 大跃进和大调整时期

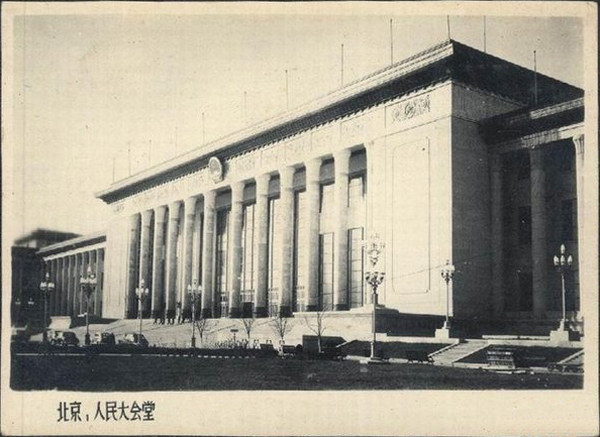
大跃进时期的代表性建筑人民大会堂

1958年的大跃进是一个非科学的经济建设狂潮，虽然在中国大陆的各个行业都没有留下太多正面的经验，但在建筑领域却有若干件重大事件。一是北京十大建筑在一年之内设计建成，体现了当时一代人的建设国家的意志。二是结构技术带动建筑艺术，“技术革命”符合了当时的世界潮流，形成了自发追求现代建筑的罕见现象，是中国建筑技术革新的第一次浪潮。三是掀起了中国建筑理论的高潮，开创了针对创作实践研究建筑理论的风气。尽管这种讨论具有官方倡导的局限性，但在客观上起到了普及建筑理论的作用。四是普遍出现探索地域性建筑的浪潮，由于经济处于低潮但思想趋于活跃，许多建筑师展开对地域性建筑的探索，并取得了显著的成就。

## 设计革命和文化大革命时期

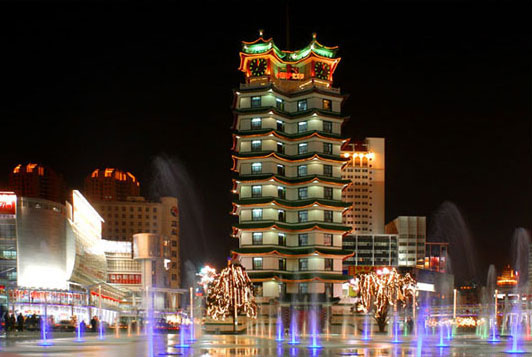
二七纪念塔

设计革命和文化大革命是一场灾难，对主流建筑理念掀起了疯狂的批判，也把中国建筑创作的领域的“政治建筑”现象推向了荒谬的极端地步。如果从正面观察，一是出现了所谓的“政治建筑”，给建筑强加了一些政治口号和符号，形成“革命”的隐喻和象征。二是在特定时期、特定的领域如外交和广交会，所需的相关建筑得到了发展。三是不同的地域兴起了一批地域性建筑，这批建筑体现出相当明显的现代性。
这一时期的代表性建筑有郑州二七大罢工纪念塔和井冈山大桥等。

## 拨乱反正和改革开放时期
随着文化大革命等政治运动的结束，中共召开十一届三中全会，中国社会由频繁的政治运动向转向以中共提出的四个现代化为核心的经济建设，这一时期随着改革开放的深入，建筑创作领域也完成了创作思潮的拨乱反正。
1979年3月，国务院决定成立国家建筑工程总局和城市建设总局，标志着建筑设计和基础建设在组织上和领导体制上的恢复。1979年4月，国家基本建设委员会为中国建筑学会和《建筑学报》平反，并且肯定了其在文化大革命以前执行的路线、方针、政策。同年8月，在大连召开的全国勘察设计工作会议，进行了一系列的拨乱反正工作，推翻了文革期间对中国建筑界的诬蔑不实之词，并提出了“繁荣建筑创作”的口号。“繁荣建筑创作”的倡导，成就了一批结合国情、深入生活并具有中国特色的现代性的作品。
这一时期适逢国际上正逢经典现代建筑运动的解体，导致多元化建筑时代的来临，多种外国先锋建筑思想均在这一时期进入中国，如后现代主义建筑、解构主义建筑和各种流派及思潮。这些多元化的作品和思潮在消除文革遗留的“千篇一律”方面，起到了积极作用，但是其巨大的负面意义正在开始引起关注。

## 计划经济向市场经济转型时期

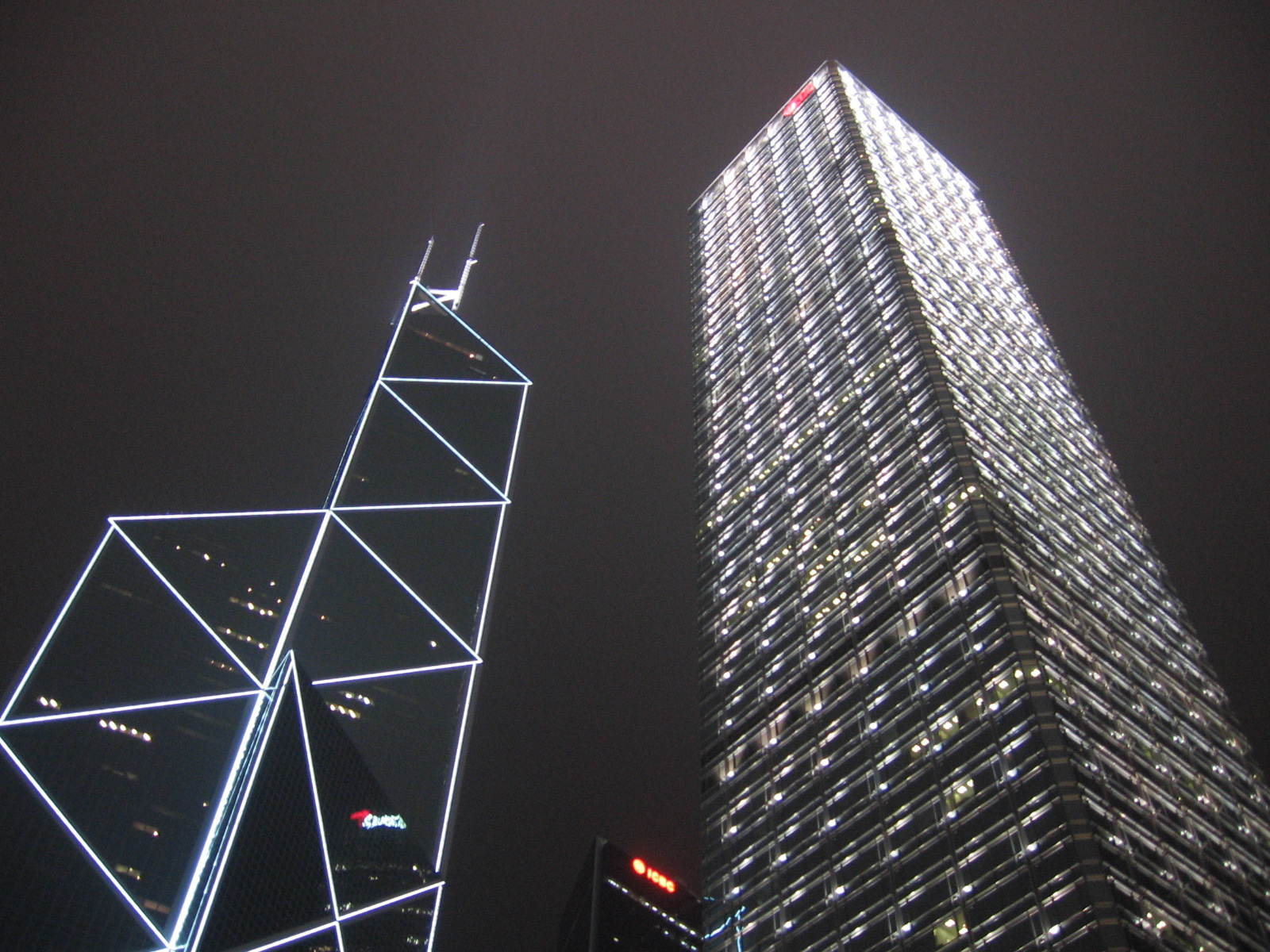
長江集團中心(右)和贝聿铭设计的香港中银大厦

1980年代，开始的中国经济体制由计划经济向市场经济转型，进而初步形成了竞争激烈的建筑设计市场。市场经济对于建筑创作产生了深远的影响，曾经在建筑创作中占主导作用的政治因素开始让位给经济因素。以经济为本位的建筑设计市场，对建筑创作正反两方面的影响同时存在。

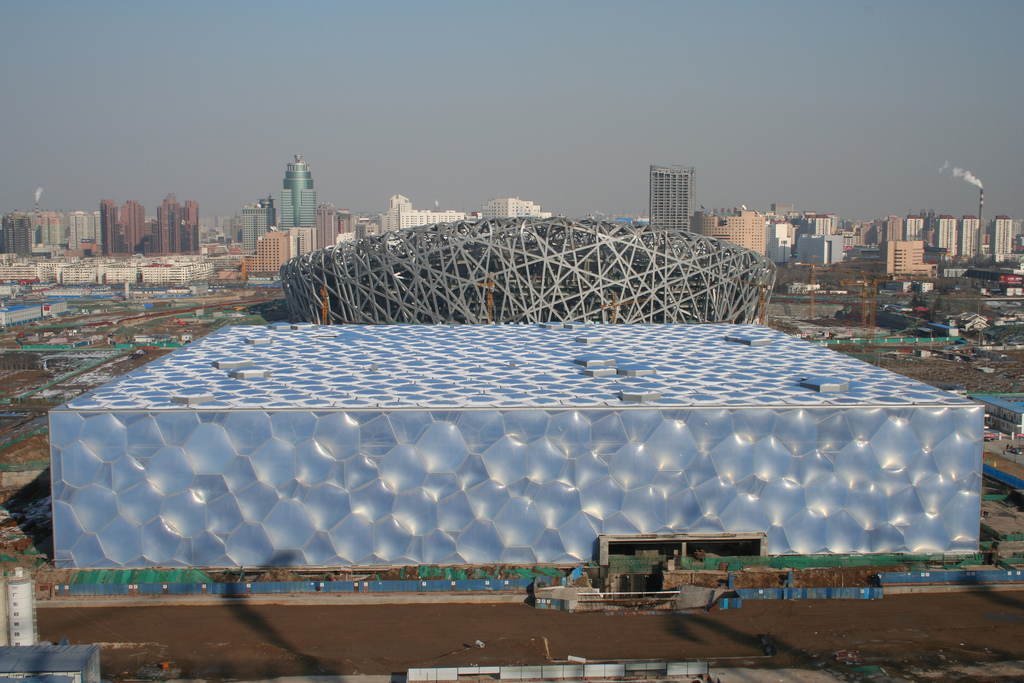
国家游泳中心和国家体育场

1992年，邓小平南巡讲话以后，中国的房地产开发进入了高潮，规划和建筑设计开始在市场经济的模式下运作。

## 现代建筑教育
中国的现代建筑教育体系不是来自本土建筑营造的延续，而是直接移植自西方的现代建筑教育体系并与中国文化对建筑的理解混合而形成。留学归国的学者创建了中国最早的建筑系科，因而早期留学人员的教育背景对中国现代建筑教育体系的有极大的影响。诸如，作为学院派代表的美国宾夕法尼亚大学建筑系由于培养的中国留学生较多，致使其在中国建筑教育和设计体系的形成过程中影响尤为突出。范文照、赵深、杨廷宝、梁思成、陈植、童寯、卢树森、哈熊文、谭垣等早期中国现代建筑实践的奠基人和骨干均出身于此。当他们归国后创立中国现代建筑教育和设计体系时，中国建筑教育体系变直接传承了学院派。1930年代后期和1940年代，现代主义已成西方建筑主流，这一时期的留学生更多接受现代建筑教育体系的训练。现代主义建筑体系藉此进入中国，影响中国现代建筑的教育体系。学院派、现代主义和中国文化三者的杂糅，形成了中国独特的现代建筑教育体系，同时重视工程技术教育和艺术素养训练，既注重古典形式法则，也包容现代主义的构成训练体系。
1923年，中国的第一个建筑科系——江苏公立苏州工业专门学校建筑科由柳士英、刘敦桢、朱士圭和黄祖淼共同创立，但仍晚于土木工程教育在中国的发端。1927年，在与东南大学等8校合并的基础上组成国立第四中山大学建筑科。1928年，梁思成创立东北大学建筑系，教学体系仿照宾大建筑系。同年，汪申等创立北平大学建筑系。1937年，天津工商学院工科改称工学院，下设建筑工程两系。1945年，梁思成致书当时清华大学校长梅贻琦，畅叙建筑教育发展方向并建议创办建筑系，最终于1946年正式创办清华大学建筑系。
早期中国现代建筑教育多以学院派为主流，以中央大学建筑系、东北大学建筑系为重镇；而以黄作燊为系主任的圣约翰大学建筑系则成为现代主义建筑教育的最重要基地。而目前则以清华大学、东南大学、天津大学、同济大学等建筑老八校为主。